# Väderstadortens ekumeniska församling
Väderstadortens ekumeniska församling är en församling i Väderstad, Mjölby kommun. Församlingen bildades 1988 och är ansluten till Equmeniakyrkan och Evangeliska Frikyrkan.

## Administrativ historik
Församlingen bildades 1 februari 1988 genom en sammanslagning av Gärdslätts missionsförsamling, Kumla missionsförsamling och Väderstads baptistförsamling. Församlingen är ansluten till Equmeniakyrkan och Evangeliska Frikyrkan.

## Församlingens kyrkor
- Folkungakyrkan, Väderstad